# 李學顏
李學顏（1513年—？），字幼潛，湖廣黃州府黃岡縣人，民籍，明朝政治人物。

## 生平
嘉靖十年（1531年）辛卯科湖廣鄉試第十六名舉人。嘉靖十四年（1535年）中式乙未科會試第八十四名，登第二甲第十名進士。官至户部郎中。

## 家族
曾祖李璉，曾任壽官；祖父李玉瑺，曾任壽官；父李大安，母魏氏；繼母吳氏。重庆下。兄李學舜、弟李學侗。